# Gare du Portel
 (novembre 2021).
Si vous disposez d'ouvrages ou d'articles de référence ou si vous connaissez des sites web de qualité traitant du thème abordé ici, merci de compléter l'article en donnant les références utiles à sa vérifiabilité et en les liant à la section « Notes et références ».
La gare du Portel est une ancienne gare ferroviaire française de la ligne de chemin de fer secondaire de Boulogne au Portel de la Société des chemins de fer économiques du Nord (CEN), située sur le territoire de la commune du Portel, dans le département du Pas-de-Calais, en région Hauts-de-France.

## Histoire

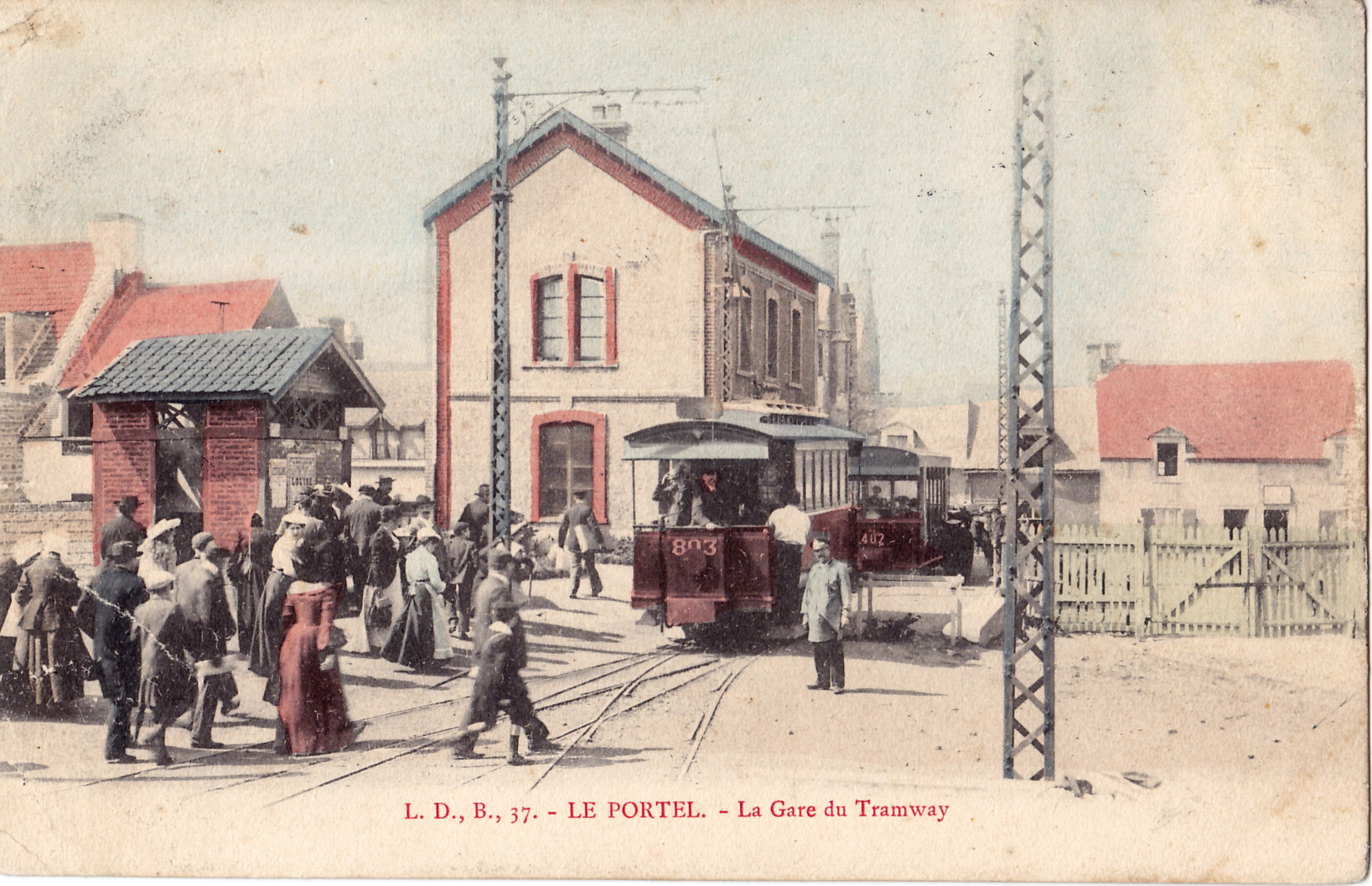
date inconnue Motrice 803 sur la ligne de Boulogne au Portel au terminus de la gare du Portel.

La gare du Portel est mise en service en 1900 lors de l'ouverture de la ligne de chemin de fer secondaire à écartement métrique de Boulogne au Portel de la Société des chemins de fer économiques du Nord dont elle constitue le terminus. Elle est fermée en 1940 lors de la suppression de la ligne.
La gare désaffectée a été démolie à une date inconnue.

## Sources et bibliographie

### Sites Internet
- « Liste des chemins de fer secondaires PAS DE CALAIS (62) », sur le site de la FACS